# Крыша мозга
Крыша мозга, она же крыша среднего мозга, или тектум — это анатомическая область в головном мозге хордовых животных, а именно — дорсальная часть среднего мозга. Понятие крыши среднего мозга противопоставляется понятию покрышки мозга, или тегментума, под которым понимается другая часть среднего мозга, расположенная вентрально по отношению к желудочкам мозга. Крыша мозга ответственна за зрительные и слуховые рефлексы.
В период эмбрионального развития крыша мозга развивается из крыловидной пластинки нервной трубки.

## Четверохолмие
У млекопитающих и человека крыша мозга состоит в основном из четверохолмия, которое, в свою очередь, подразделяют на верхние и нижние холмики.
Верхние холмики четверохолмия у млекопитающих и человека вовлечены в предварительную обработку зрительной информации и в управление движениями глаз. Зрительная информация от верхних холмиков четверохолмия затем поступает в латеральное коленчатое тело и в задний бугорок таламуса (у низших млекопитающих, у которых ещё нет подушки таламуса), или в подушку таламуса (у приматов и человека, у которых есть эта структура). От таламуса, после ещё одного этапа обработки и фильтрации, зрительная информация поступает в первичную зрительную кору и во вторичную зрительно-ассоциативную кору (затылочные и теменные доли).
У низших хордовых, в связи с относительной неразвитостью таламуса и коленчатых тел, и отсутствием коры больших полушарий (аналогичная структура у низших хордовых называется плащ мозга), верхние холмики четверохолмия выполняют практически всю зрительную обработку, и, таким образом, функционально аналогичны зрительным областям коры больших полушарий и латеральному коленчатому телу у млекопитающих.
Нижние холмики четверохолмия вовлечены в обработку слуховой информации. Они получают информацию от различных ядер ствола мозга, обрабатывают её и затем отправляют в медиальное коленчатое тело таламуса. Медиальное коленчатое тело, после вторичной обработки поступившей информации, передаёт её в первичную слуховую кору и во вторичную звуко-ассоциативную кору больших полушарий мозга. Опять-таки, у низших хордовых, в силу относительной неразвитости плаща мозга и в частности его слуховых зон, а также таламуса и коленчатых тел, почти всю обработку выполняют нижние холмики четверохолмия (которые у них также менее развиты, чем у млекопитающих, вплоть до того, что иногда создаётся впечатление наличия у них лишь верхнего двухолмия).
Оба двухолмия, верхнее и нижнее, также имеют быстро проводящие нисходящие эффекторные проекции в парамедианную ретикулярную формацию варолиева моста и в спинной мозг. Благодаря этому нижнее и верхнее двухолмия позволяют организму реагировать на возникшую опасность (на потенциально угрожающие зрительные или звуковые стимулы) гораздо быстрее, чем это позволяет обработка поступившей информации в таламусе или, тем более, в структурах коры больших полушарий или ствола мозга.

## Связанные термины
Термин «пластинка крыши», или «пластинка четверохолмия», «четверохолмная пластинка» относится к области соединения серого и белого вещества в развивающемся головном мозге эмбриона.

## Дополнительные изображения

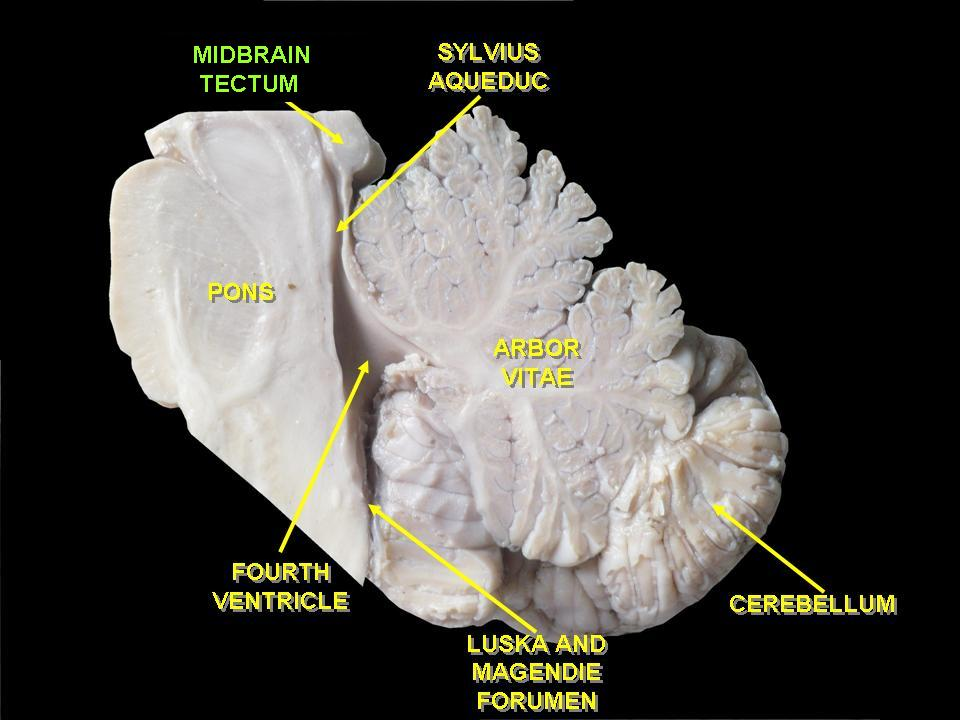
Крыша мозга